# Scheeßel
Scheeßel település Németországban, azon belül Alsó-Szászország tartományban. Lakosainak száma 13 019 fő (2023. december 31.). Scheeßel Fintel és Lauenbrück községekkel határos.

## Népesség
A település népességének változása:
| Lakosok száma | 13 031 | 12 934 | 13 014 | 12 962 | 13 065 | 13 019 |
|               | 2016   | 2017   | 2019   | 2021   | 2022   | 2023   |